# ラミナリビオースホスホリラーゼ
ラミナリビオースホスホリラーゼ(Laminaribiose phosphorylase、EC 2.4.1.31)は、以下の化学反応を触媒する酵素である。
3-β-D-グルコシル-D-グルコース + リン酸{\displaystyle \rightleftharpoons }D-グルコース + α-D-グルコース-1-リン酸
従って、この酵素の2つの基質は3-β-D-グルコシル-D-グルコースとリン酸、2つの生成物はD-グルコース1とα-D-グルコース-1-リン酸である。
この酵素は、グリコシルトランスフェラーゼ、特にヘキソシルトランスフェラーゼに分類される。系統名は、3-β-D-グルコシル-D-グルコース:リン酸 α-D-グルコシルトランスフェラーゼである。